# Otertjärnen, Jämtland
Otertjärnen är en sjö i Krokoms kommun i Jämtland och ingår i Indalsälvens huvudavrinningsområde. Sjön har en area på 0,0782 kvadratkilometer och ligger 617,9 meter över havet. Sjön avvattnas av vattendraget Bodbäcken.

## Delavrinningsområde
Otertjärnen ingår i det delavrinningsområde (706648-140774) som SMHI kallar för Mynnar i Landögssjön. Medelhöjden är 525 meter över havet och ytan är 12,48 kvadratkilometer. Det finns inga avrinningsområden uppströms utan avrinningsområdet är högsta punkten. Bodbäcken som avvattnar avrinningsområdet har biflödesordning 3, vilket innebär att vattnet flödar genom totalt 3 vattendrag innan det når havet efter 262 kilometer. Avrinningsområdet består mestadels av skog (87 procent). Avrinningsområdet har 0,08 kvadratkilometer vattenytor vilket ger det en sjöprocent på 0,6 procent.